# اليساندرو كوردارو
اليساندرو كوردارو (2 مايو 1986 في بلجيكا - ) هو لاعب كرة قدم بلجيكي في مركز الوسط. شارك مع منتخب بلجيكا تحت 21 سنة لكرة القدم. أما مع النوادي، فقد لعب مع زولته فاريجيم وكيه في ميخيلين ونادي رويال شارلروا ونادي مونز.

## روابط خارجية
- اليساندرو كوردارو على موقع قاعدة بيانات كرة القدم.إي يو (الإنجليزية)
- اليساندرو كوردارو على موقع Soccerway.com (الإنجليزية)